# Tinderbox (Elton John)
Tinderbox è un brano composto ed interpretato dall'artista britannico Elton John. Il testo è di Bernie Taupin.

## Il brano
La canzone è la quarta traccia del concept album The Captain and the Kid del 2006; Elton è presente al pianoforte, e con lui suona la Elton John Band, formata da Davey Johnstone, Nigel Olsson, Bob Birch, Guy Babylon e John Mahon (essa si cimenta anche ai cori). Il testo di Bernie parla dei contrasti che attraversarono lui ed Elton, al punto da arrivare a dividersi, sciogliendo la storica collaborazione per qualche anno (il titolo significa chiaramente Polveriera).
Tinderbox ha avuto un grande successo di critica; la canzone è stata il secondo singolo "virtuale" dell'album di provenienza (dopo The Bridge), e l'unico brano del CD ad avere un videoclip. Ma è stata pubblicata esclusivamente come promo per le radio inglesi, e ha avuto uno scarsissimo successo commerciale, non raggiungendo alcuna posizione in nessuna classifica. Ciò nonostante, è stata inserita nella famosa raccolta del 2007 Rocket Man: The Definitive Hits.